# Нимруд
Ни́мруд (ассир. Кальху, др.-евр. Калах‬) — древний город в Месопотамии (Древней Ассирии), на территории современного Ирака. Его руины находятся к юго-востоку от города Мосул, у реки Тигр.

## Название

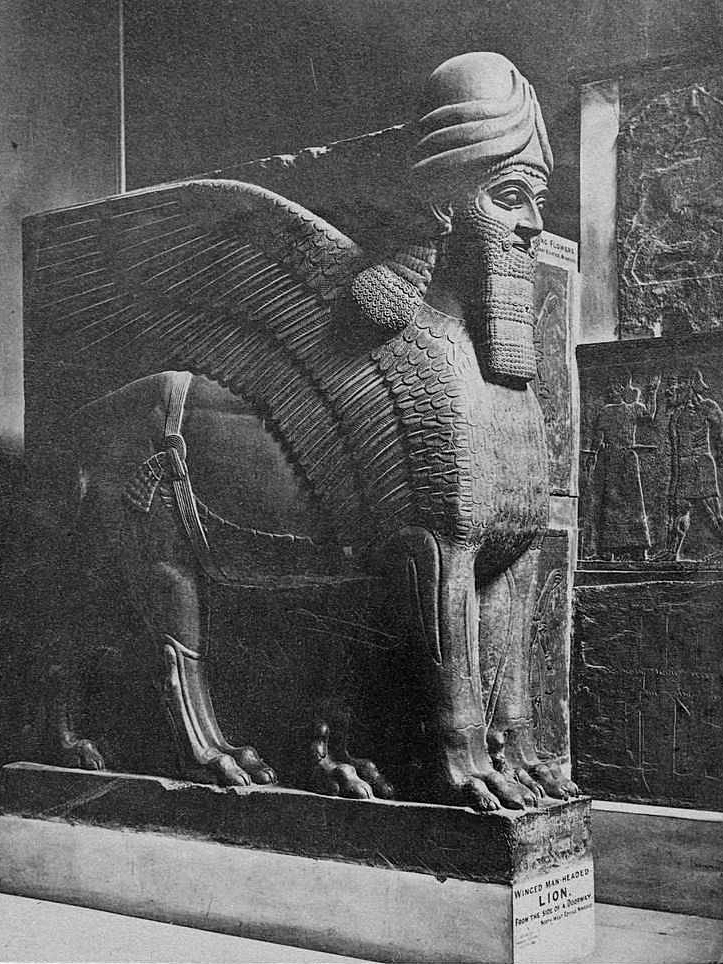
Статуя стража ворот Нимруда

Название города связывает его с библейским ассирийским царём Нимродом, внуком Хама. Но это имя город получил от европейских археологов в XIX веке. До этого его называли Калах (на еврейский манер) или Кальху. Согласно легенде, один работник нашёл статую полубыка-получеловека и счёл её за Нимрода, основателя города.

## История

### Древность
Нимруд был основан в XIII веке до н. э. ассирийским царём Салманасаром I и спустя четыреста лет во время царствования Ашшурнацирапала II стал столицей Ассирии. В 612 году до н. э. был разрушен мидийцами и халдеями.

### Исследования
Первые раскопки проводились в 1846 году англичанином Остином Генри Лэйардом. Были обнаружены остатки большого дворца и крепостных сооружений. Были найдены многочисленные рельефы из алебастра и резные фигурки из слоновой кости (см. «„Мона Лиза“ из Нимруда»), а также Чёрный обелиск и статуи. В 1955 году во время раскопок, проводившихся Максом Маллоуэном в храме Набу, были обнаружены глиняные плиты с клинописью, содержащие клятвы вассалов и ассирийских сановников, датируемые 672 годом до н. э. Эти записи послужили важным пособием для изучения ассирийского права и религии.
В конце 1980-х годов иракскими археологами в четырёх царских захоронениях неподалёку от Нимруда был обнаружен набор ювелирных изделий, датированных концом X века до н. э. В его состав входят золотые серьги, кольца, ожерелья, тарелки, кубки и кувшины, украшенные филигранью и полудрагоценными камнями. Как считают учёные, по художественным достоинствам их можно сравнить с находками в гробнице египетского фараона Тутанхамона.
В Нимруде обнаружен первый в истории человечества оптический прибор — Линза Нимруда.
Вторжение американских войск во время Иракской войны в 2003 году привело к крупным разрушениям на месте древнего города.

### Уничтожение
5 марта 2015 года боевики террористической организации Исламское государство, под контролем которой находилась значительная территория северного Ирака, уничтожили руины древнего города с помощью тяжёлой техники. В Багдаде пока затрудняются оценить, какой именно урон нанесён террористами, но отмечают, что артефакты, которым более двух тысяч лет, утеряны безвозвратно.
В июне 2016 года боевики взорвали ассирийский храм бога Набу. Возраст разрушенного комплекса — более двух с половиной тысяч лет. 13 ноября 2016 года иракская армия восстановила контроль над городом.

## Галерея

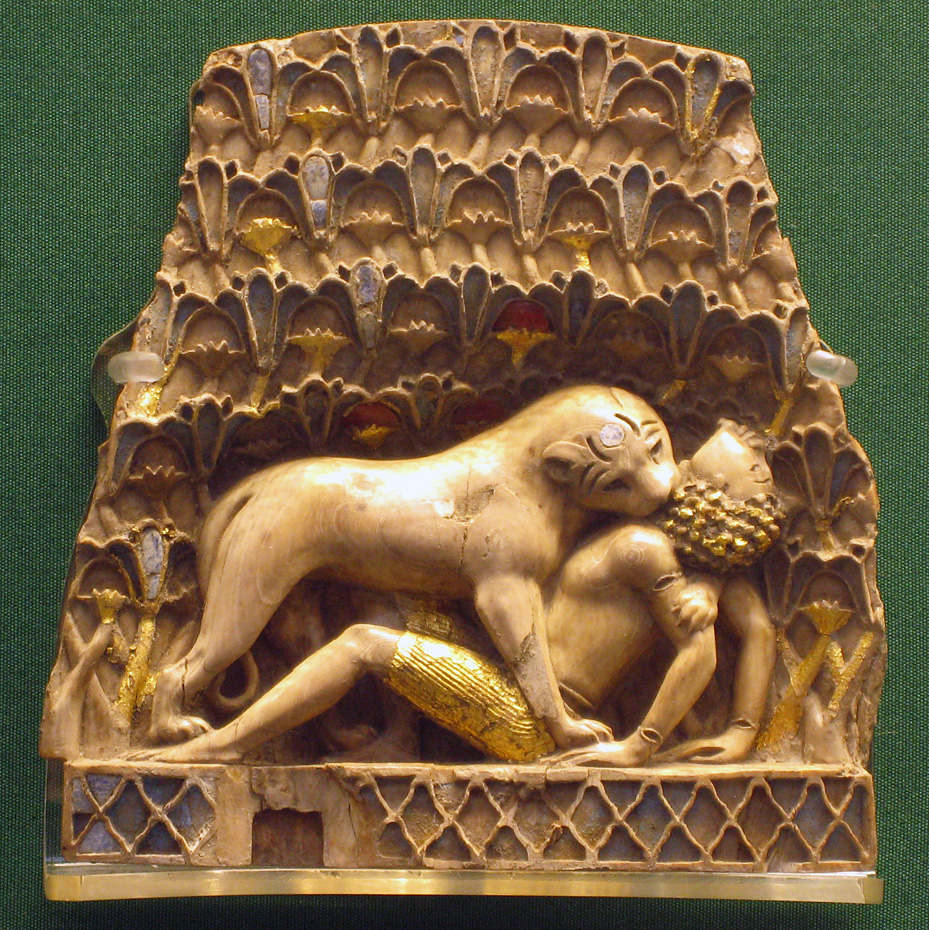
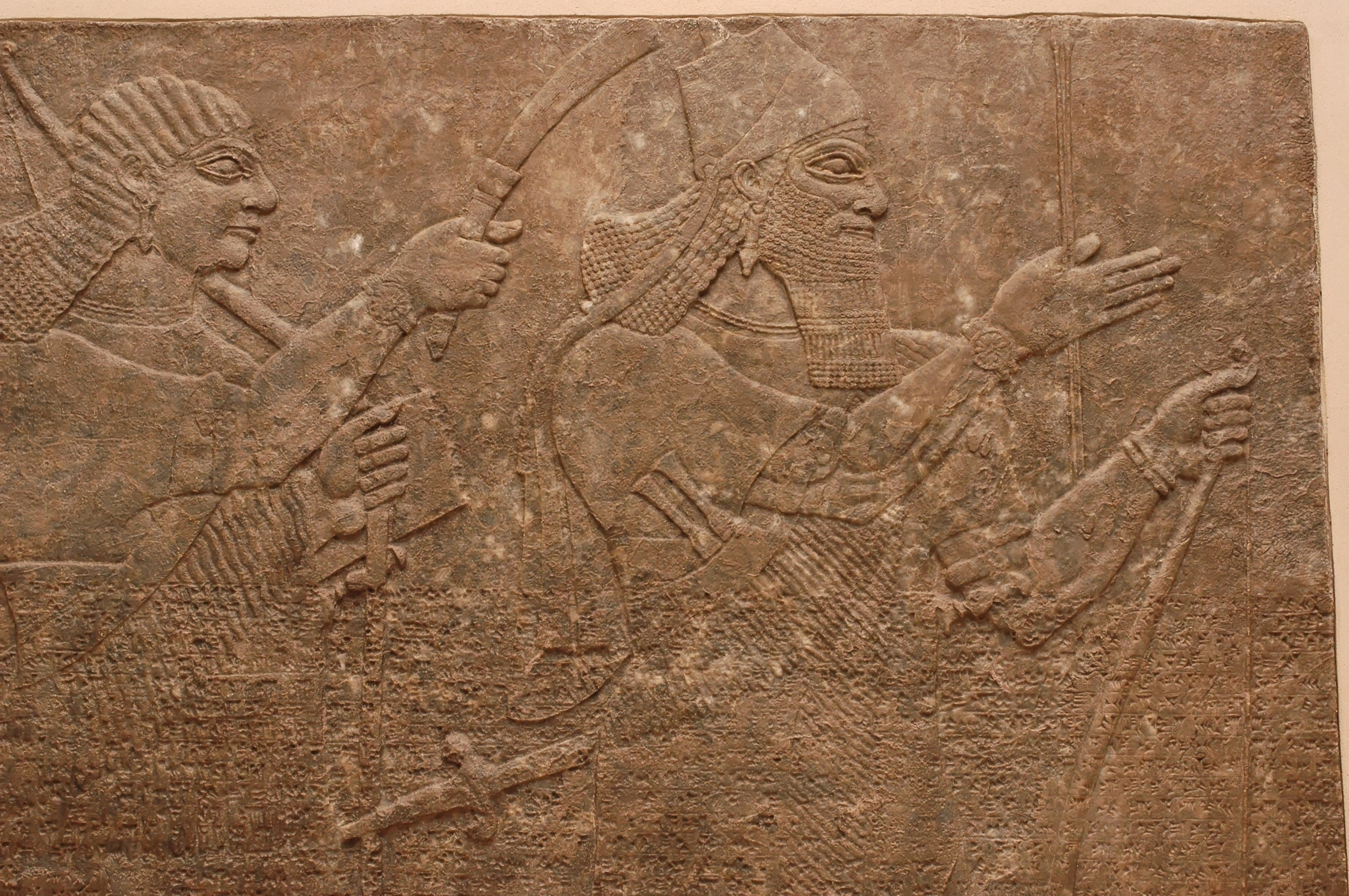
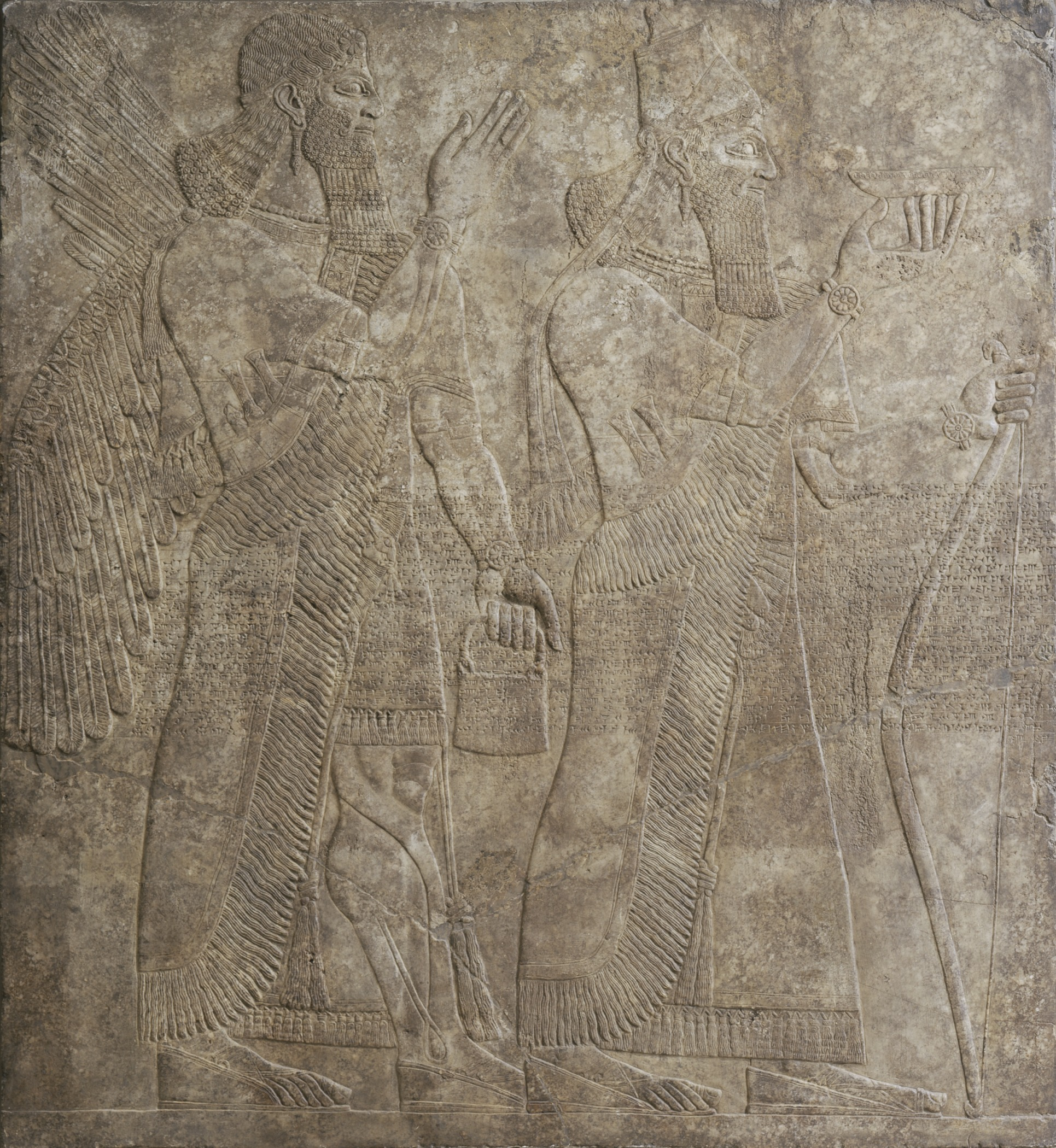
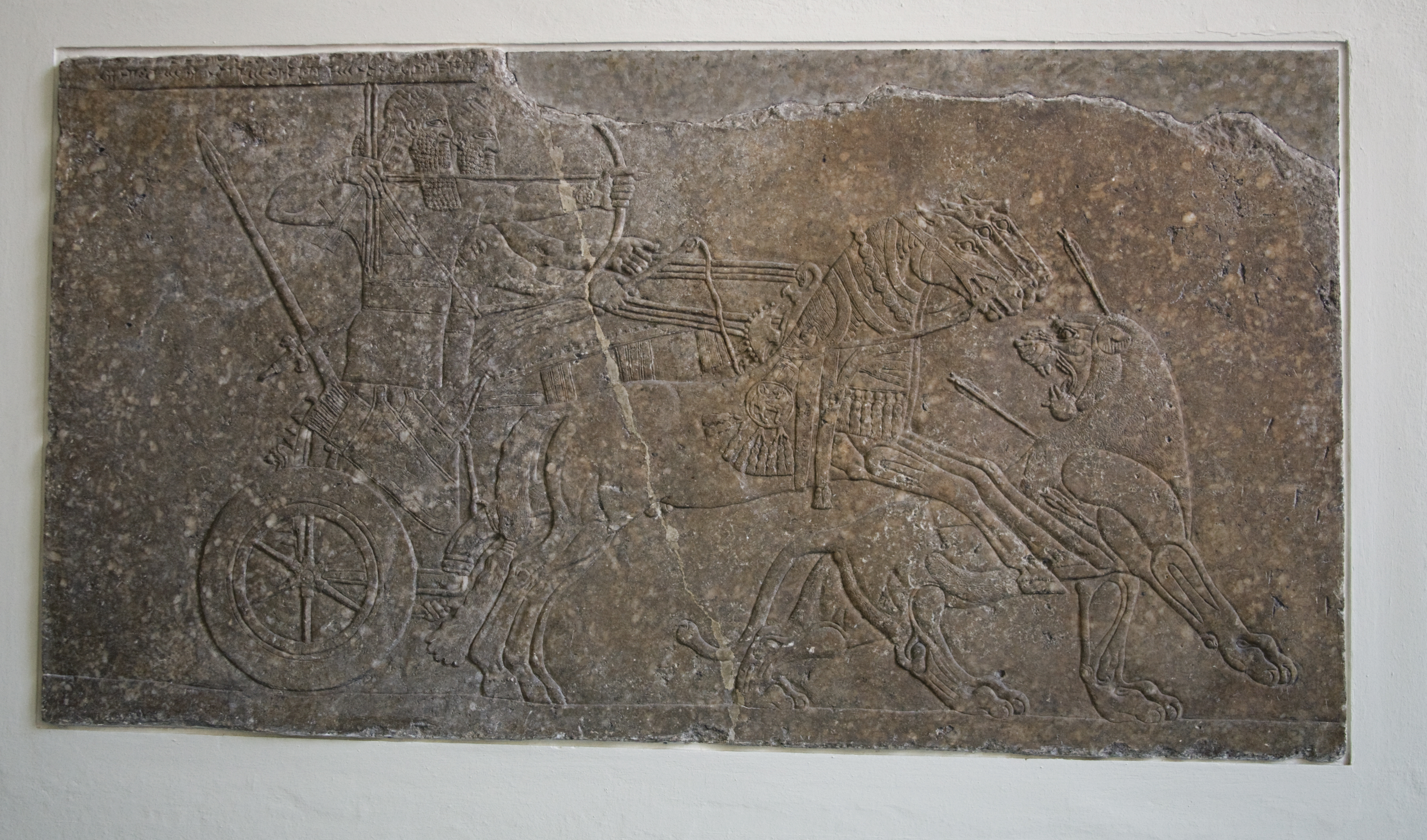
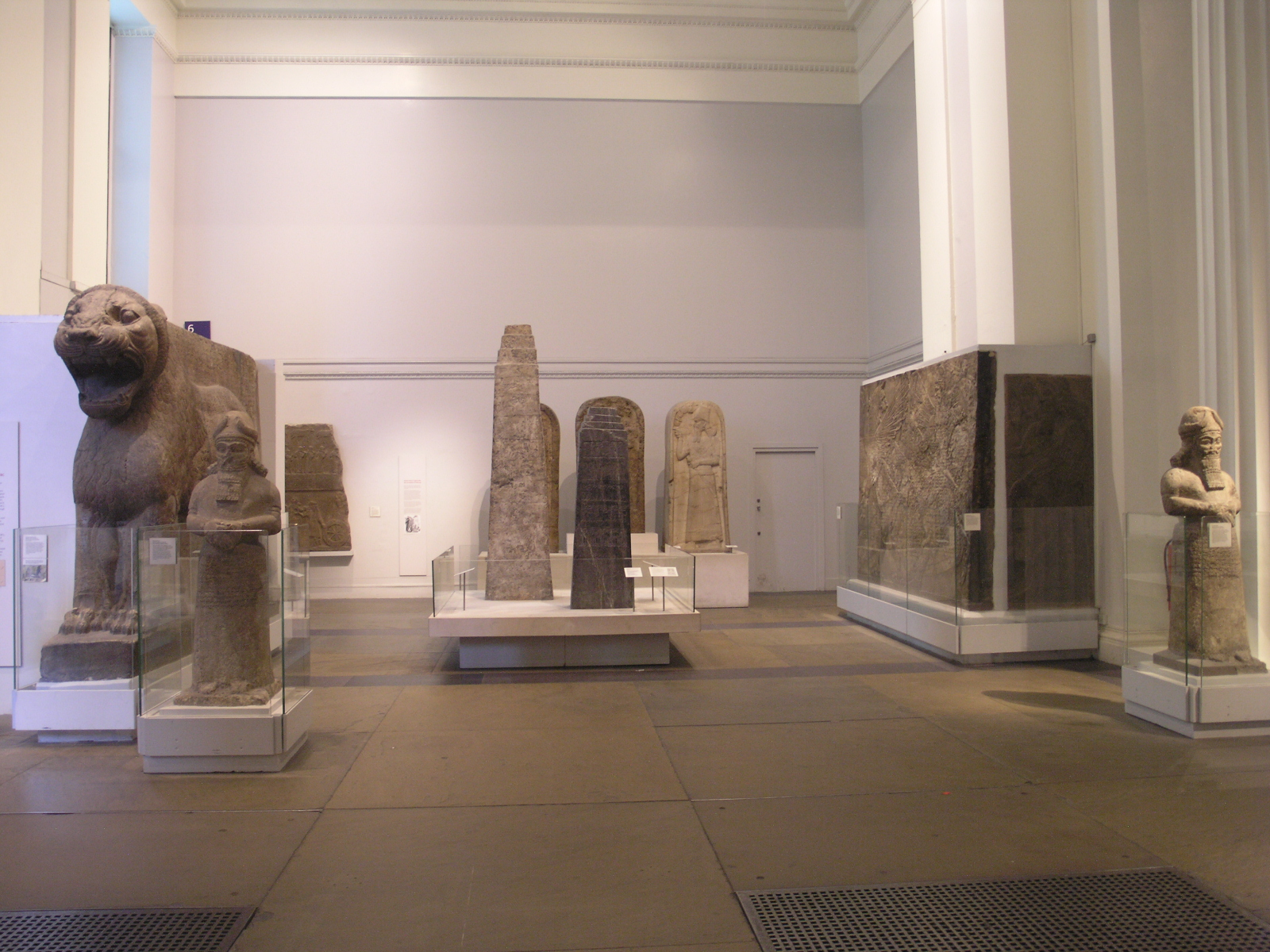
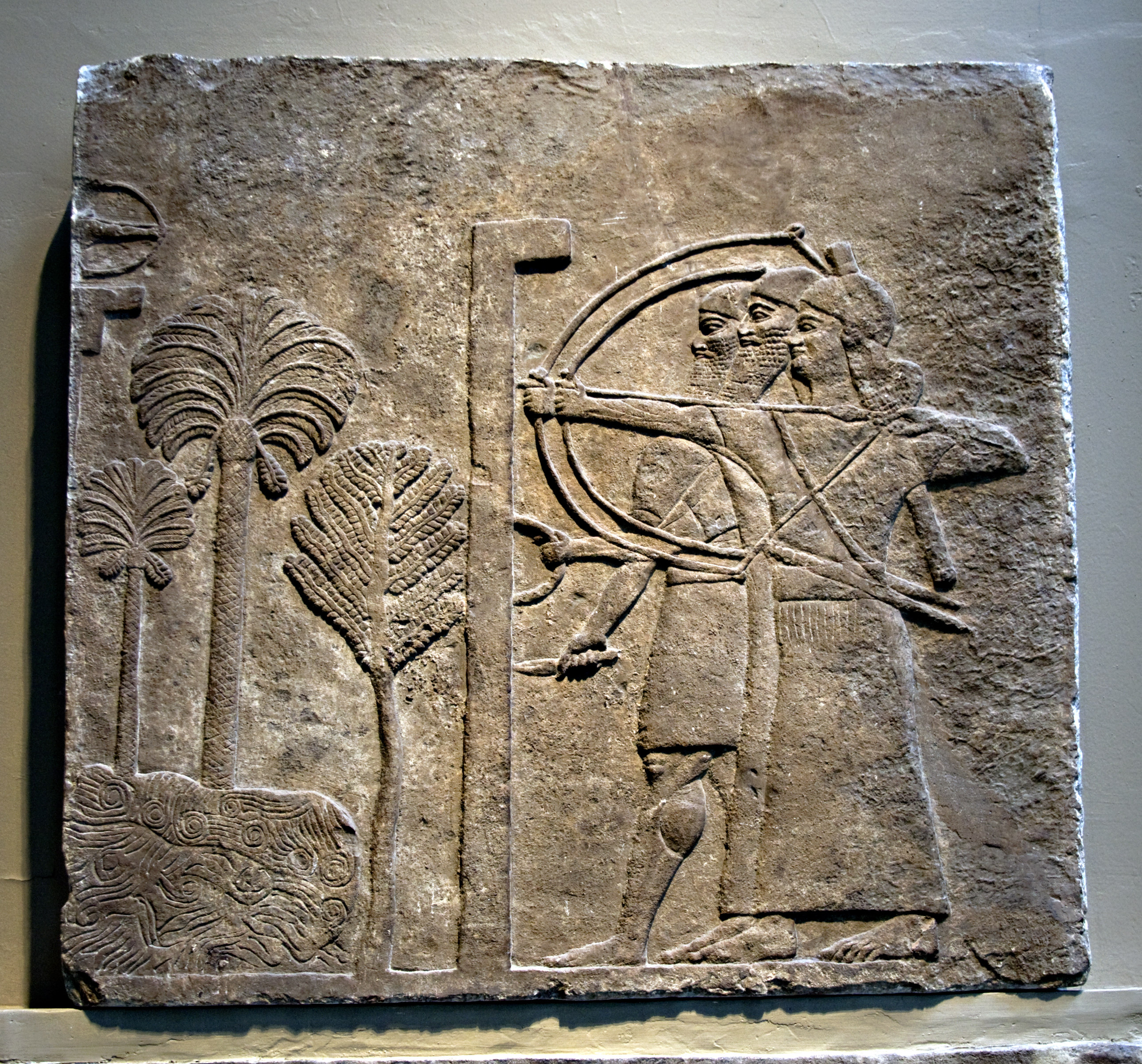
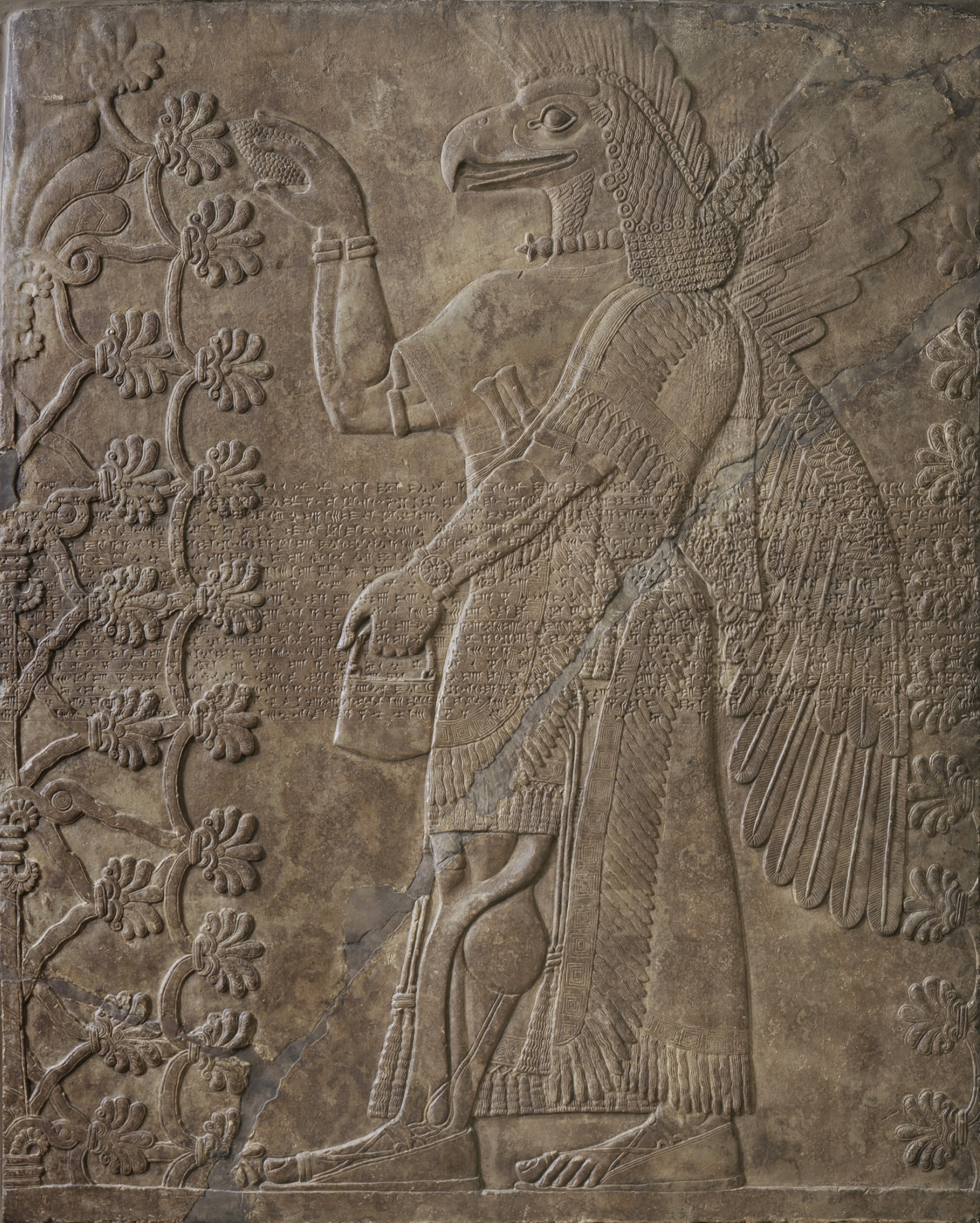
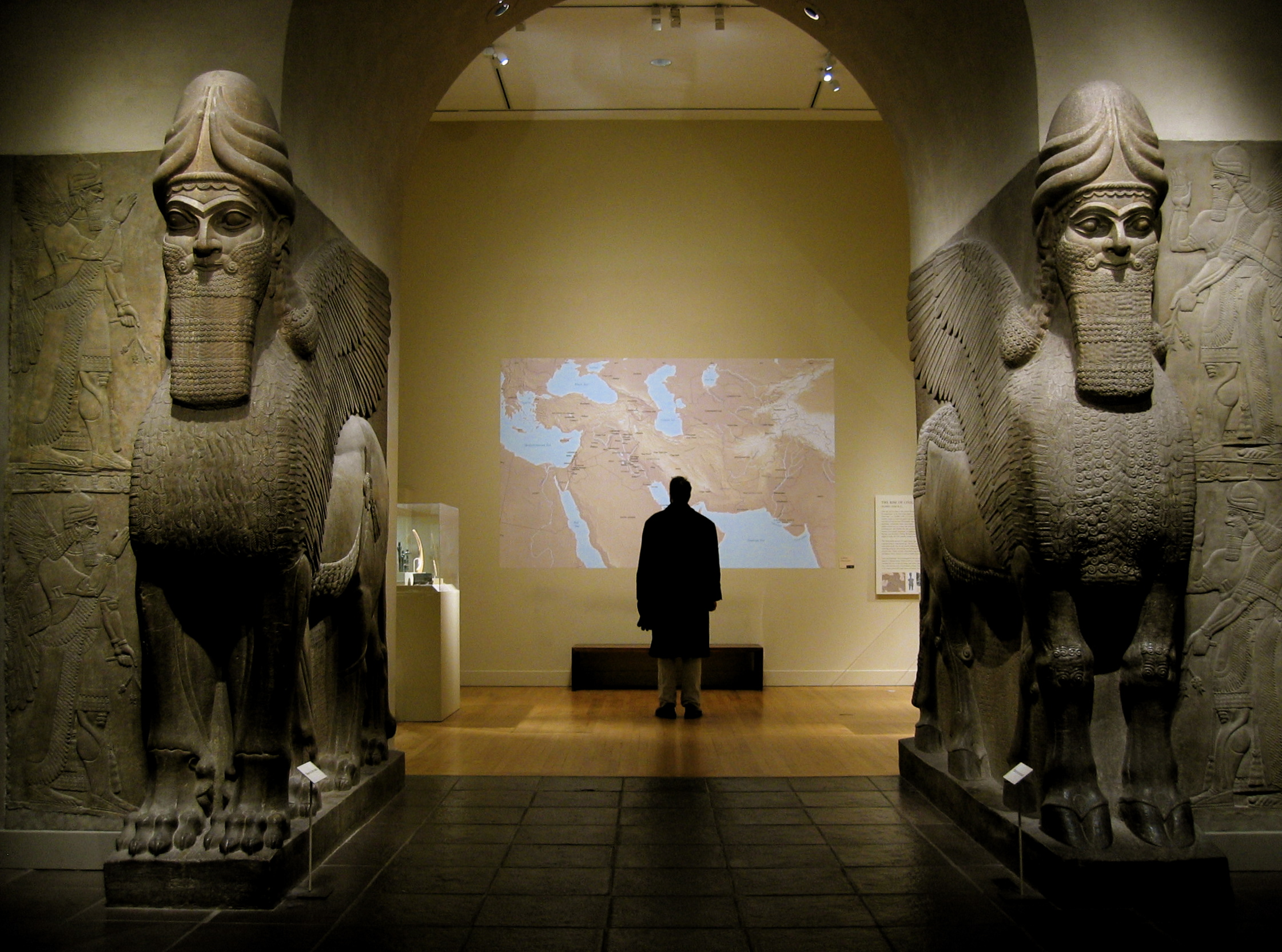
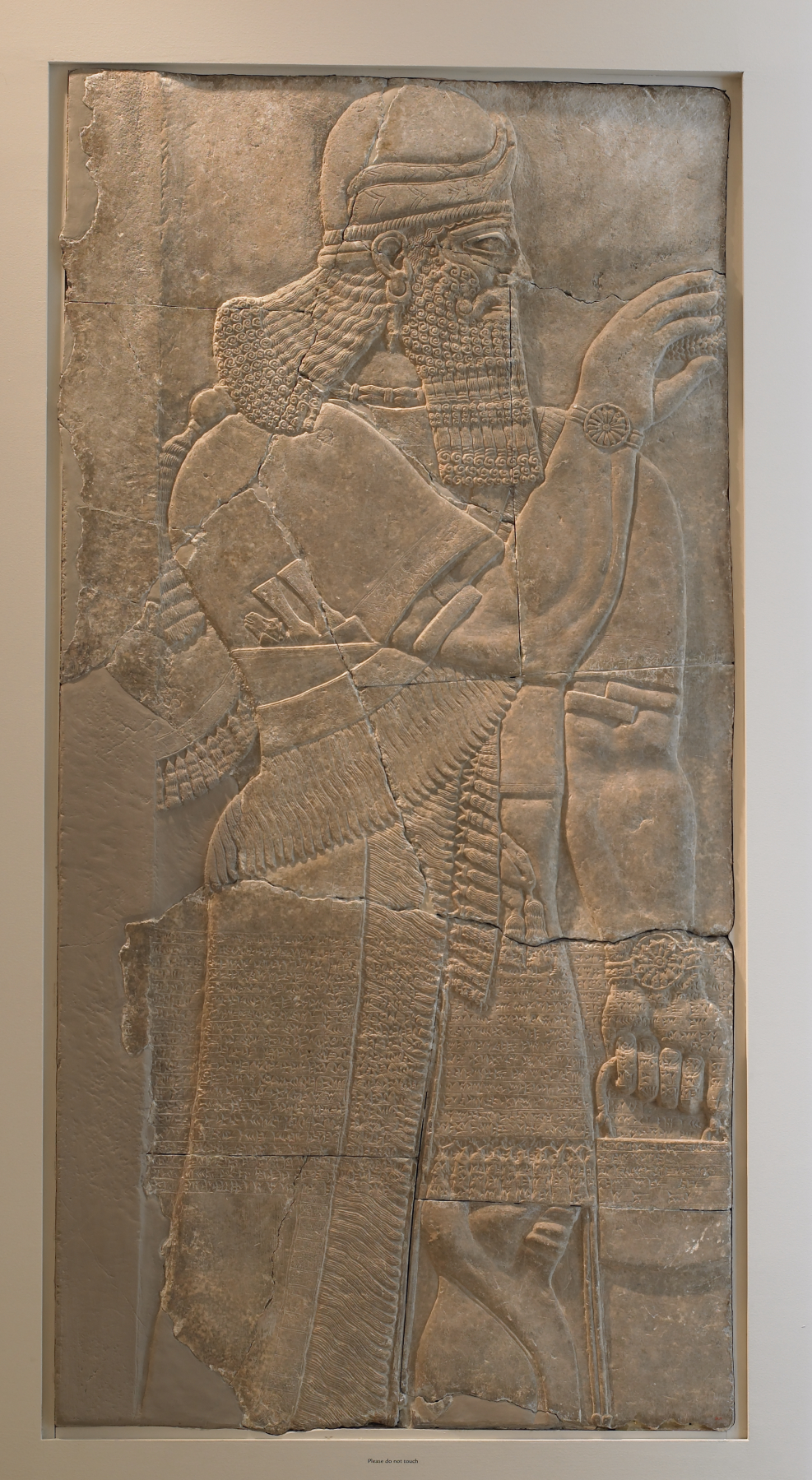
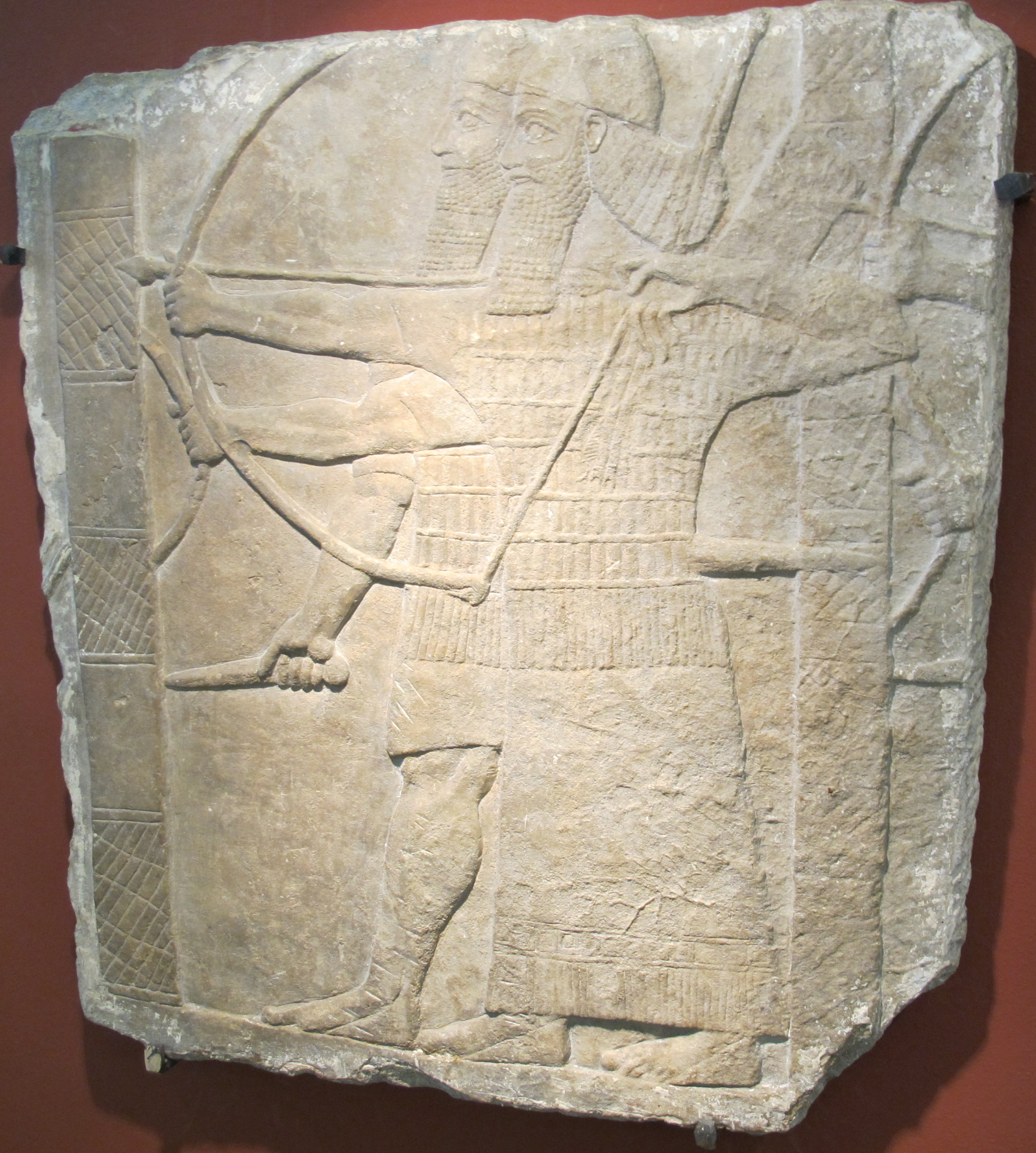
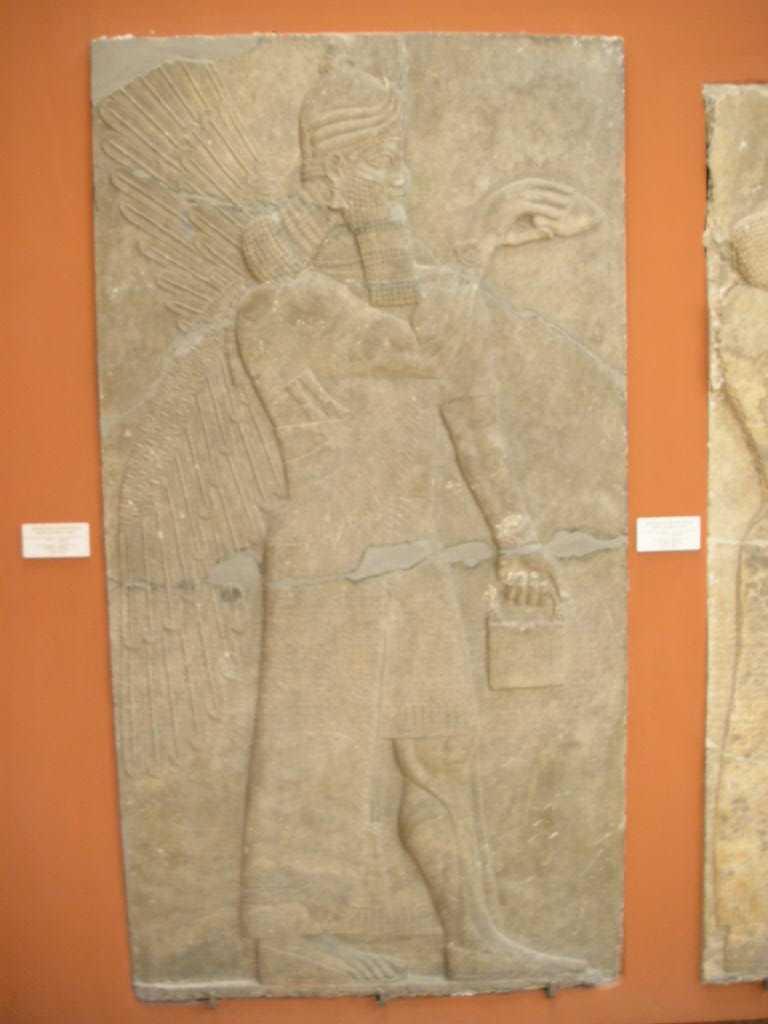